# Carlos Coloma Nicolás
Carlos Coloma Nicolás, född den 28 september 1981 i Logroño, är en spansk tävlingscyklist.
Han tog OS-brons i mountainbike i samband med de olympiska tävlingarna i cykelsport 2016 i Rio de Janeiro..